# Ѹ
Ѹ, ѹ (uk) é uma letra do alfabeto cirílico arcaico. É uma combinação das letras cirílicas О e У, ou menos frequente, O e Ѵ.